# Marcus Steegmann
Marcus Steegmann (Köln, 1982. február 4. –) német labdarúgó, a Viktoria Köln csatára.